# Białoruski Front Ludowy
Białoruski Front Ludowy (Partia BNF) (biał. Беларускі Народны Фронт, БНФ, Партыя БНФ) – opozycyjne ugrupowanie polityczne na Białorusi o programie konserwatywnym założone w 1988 r.
14 sierpnia 2023 roku Sąd Najwyższy Republiki Białorusi zlikwidował Partię BNF.

## Historia

### 1988–1993
Ugrupowanie zostało założone w październiku 1988 jako organizacja społeczna (oficjalnie „ruch społeczno-polityczny”) pod pierwotną nazwą Białoruski front ludowy na rzecz pieriestrojki „Odrodzenie” (biał. Беларускі народны фронт за перабудову «Адраджэньне»). Impulsem do powstania ugrupowania było odkrycie przez dwóch archeologów Zianona Paźniaka i Jauhena Szmyhalowa masowych grobów w podstołecznej miejscowości Kuropaty, co zostało przez nich opisane w piśmie „Literatura i Mastactwa”. 19 października 1988 doszło do zjazdu założycielskiego Białoruskiego Towarzystwa Historyczno-Edukacyjnego Pamięci Ofiar Stalinizmu „Martyrolog Białorusi” (tworzonego m.in. przez Związek Pisarzy Białorusi), na którym powołano również komitet organizacyjny Białoruskiego Frontu Ludowego. BFL opowiadał się za demokratyzacją społeczeństwa, odrodzeniem narodu i białoruskiej kultury oraz suwerennością kraju. Zjazd Założycielski BFL odbył się 24 i 25 czerwca 1989 w Wilnie (w związku z zakazem jego przeprowadzenia wydanym przez Sąd Najwyższy Białoruskiej SRR). Przewodniczącym został wybrany Zianon Paźniak. 19 lutego 1989 Front zorganizował pierwsze legalne zgromadzenie opozycyjne na Białorusi, na które miało przybyć 40 tys. osób. Białoruski Front Ludowy aktywnie popierał czołowy białoruski pisarz Wasil Bykau.
W pierwszym okresie swojej działalności Front Ludowy nie głosił oficjalnie hasła niepodległości Białorusi; ugrupowanie opowiadało się za zawarciem nowej umowy związkowej, przekształcającej Związek Radziecki w luźną federację suwerennych republik. Mimo deklarowanego poparcia dla pieriestrojki i „lepszych sił KPZR”, ruch od początku swojego istnienia miał charakter opozycyjny. Postulat dotyczący wyjścia Białorusi ze Związku Radzieckiego ogłoszono w grudniu 1989 w ramach kampanii wyborczej do Rady Najwyższej BSRR.
W wyborach 1990 Front wprowadził do Rady Najwyższej XII kadencji swoich deputowanych (klub BFL liczył 37 osób, do niego należeli m.in. Zianon Paźniak i przyszły przewodniczący Frontu Ludowego Lawon Barszczeuski; nie wszyscy członkowie klubu należeli do Frontu) i konsekwentnie opowiadała się początkowo za niezależnością, a następnie niepodległością Białorusi oraz reformami ustrojowymi i gospodarczymi. Z inicjatywy BFL przyjęto deklarację o suwerenności Białoruskiej SRR, przyznano językowi białoruskiemu status jedynego języka państwowego, a następnie ogłoszono niepodległość kraju. W roku 1991 BFL poparł, zarówno w parlamencie, jak i przez demonstracje uliczne, dymisję ze stanowiska Przewodniczącego Rady Najwyższej komunistycznego działacza Mikałaja Dziemiancieja i obranie na tę posadę reformatora Stanisława Szuszkiewicza. W 1992 Front doznał porażki, gdy mimo zebrania 450 tys. podpisów, zdominowana przez byłych komunistów Rada Najwyższa nie zgodziła się na skrócenie swojej kadencji. W latach 1992–1994 Front konsekwentnie opowiadał się za utrzymaniem na Białorusi republiki parlamentarnej i niewprowadzaniem instytucji prezydenta, widząc w tym zagrożenie w postaci szansy na przejęcie przez dawną nomenklaturę partyjną pełni władzy w państwie.
W początkowym okresie istnienia Frontu rozpowszechniona była koncepcja BFL jako szerokiego ruchu ponadpartyjnego. Na początku lat 1990. Front sprzyjał powstaniu szeregu partii demokratycznych, m.in. założeniu w roku 1991 Białoruskiej Socjaldemokratycznej Hramady oraz Białoruskiego Związku Chrześcijańsko-Demokratycznego.
W 1993 roku na bazie Białoruskiego Frontu Ludowego „Odrodzenie” w celu ułatwienia udziału w wyborach i ogólnie działalności politycznej stworzono partię polityczną (Partia BNF) (jednak dopiero w roku 2002 do statutu Partii BNF wprowadzono zakaz łączenia członkostwa w PBNF z członkostwem w innych partiach politycznych). Po powołaniu partii BFL „Odrodzenie” nadal istnieje, funkcjonując w ścisłej współpracy z Partią BNF i mając wspólnego z nią przewodniczącego; Partia BNF wykonuje funkcje polityczne, natomiast BFL „Odrodzenie” – funkcje kulturowe. Subiektem politycznym i centrum decyzyjnym jest tylko partia. Członkostwo w PBNF nie oznacza automatycznego członkostwa w BFL „Odrodzenie” i vice versa; członkowie BFL „Odrodzenie” mogą należeć do innych partii politycznych. Pierwszym przewodniczącym partii został Zianon Paźniak. Partia BNF od początku pozycjonowała siebie jako siła opozycyjna – wobec rządu Wiaczesława Kiebicza, większości Rady Najwyższej, a nawet głowy państwa Stanisława Szuszkiewicza, którego uważano za bliskiego ideologicznie, ale zbyt umiarkowanego.
Na początku lat 1990. kierownictwo BFL oceniało liczbę członków ruchu na około 150 000.

### 1994–1998
Kandydatem partii na prezydenta w wyborach prezydenckich w 1994 roku był Zianon Paźniak, a głównym obiektem krytyki podczas kampanii prezydenckiej – ówczesny premier i kandydat na prezydenta Wiaczesław Kiebicz. Zianon Paźniak nie wszedł do drugiej tury (m.in. w związku z rozbiciem niepodległościowego elektoratu). Żadnemu z kandydatów, którzy weszli do drugiej tury (byli to A. Łukaszenka i W. Kiebicz), BFL nie udzielił poparcia, uważając zarówno jednego, jak i drugiego za polityków prorosyjskich. Po dojściu do władzy Aleksandra Łukaszenki Partia BNF znalazła się w opozycji wobec niego. Reżim Łukaszenki był traktowany przez działaczy partii jako zagrożenie zarówno dla demokracji, jak i dla niepodległości Białorusi, a osobiście Łukaszenka – jako człowiek Moskwy.
W następnych latach popularność Frontu Ludowego zaczęła się zmniejszać. Od roku 1995, w związku z powstaniem Zjednoczonej Partii Obywatelskiej, BFL przestał być jedyną znaczną opozycyjną siłą na Białorusi. W 1995 partia nie uzyskała ani jednego mandatu w wyborach do Rady Najwyższej XIII kadencji. W tymże roku dwóch wiceprzewodniczących BFL, Juryj Chadyka i Wincuk Wiaczorka, zaproponowali bardziej radykalny podział między partią a BFL „Odrodzenie”. Według tej propozycji, BFL „Odrodzenie” miał pozostać ruchem obywatelskim o charakterze narodowym, natomiast partia – siłą polityczną z konserwatywną ideologią, aktywnie współpracującą z innymi partiami demokratycznymi; funkcje przewodniczącego partii i ruchu miały być pełnione przez różne osoby. Propozycje te nie znalazły poparcia ze strony Zianona Paźniaka i zostały odrzucone. Wtedy po raz pierwszy wyraźnie się zarysowała różnica poglądów w kierownictwie BFL, która za kilka lat doprowadziła do rozłamu.
W sierpniu 1996 r. Zianon Paźniak opuścił Białoruś, bo uważał, że istnieje zagrożenie dla jego życia ze strony reżimu. Po wyjeździe Paźniak formalnie zachował stanowisko przewodniczącego Białoruskiego Frontu Ludowego; pełniącym obowiązki przewodniczącego w kraju został Lawon Barszczeuski. Partia aktywnie wystąpiła przeciwko krokom władzy, zmierzającym do ograniczenia demokracji oraz pogłębienia integracji z Rosją, zwłaszcza utworzeniu Związku Białorusi i Rosji oraz reformie konstytucyjnej 1996 roku, organizując masowe akcje protestacyjne.
W połowie lat 1990. liczbę zarejestrowanych członków partii oceniano na ponad 10 000 osób.

### Od 1999
W następnych latach różnica poglądów w kierownictwie PBNF, dotyczących strategii politycznej walki, doprowadziła do głębokiego konfliktu między zwolennikami (Wiaczorka, Barszczeuski, Chadyka) a przeciwnikami (Paźniak, Bieleńki) ścisłej współpracy z innymi opozycyjnymi partiami i stworzenia zjednoczonej opozycji. W maju 1999 r., w piątą rocznicę wyboru Łukaszenki na prezydenta, opozycja zorganizowała „alternatywne wybory prezydenckie”, na których kandydowali Zianon Paźniak i były premier Michaił Czyhir. Była to faktycznie akcja mobilizacyjna i agitacyjna, mająca pokazać, że znaczna część obywateli Białorusi nie uważa reżimu Łukaszenki za prawowity. Rozgałęzione struktury organizacyjne BNF były wykorzystywane do tworzenia lokalnych komisji wyborczych. Wkrótce Zianon Paźniak wycofał swoją kandydaturę pod pretekstem nadużyć i nienależytego wykonania swoich obowiązków ze strony przewodniczącego Centralnej Komisji Wyborczej Wiktara Hanczara, co pozbawiło sensu całą akcję. Decyzja ta została negatywnie odebrana przez część członków i kierownictwa partii.
W roku 1999 IV zjazd BFL wybrał na stanowisko przewodniczącego partii Wincuka Wiaczorkę. W tym samym roku doszło do rozłamu w łonie Frontu i utworzenia Konserwatywno-Chrześcijańskiej Partii Białoruski Front Ludowy pod kierownictwem Paźniaka. BFL na czele z Wiaczorką zaczął aktywną współpracę ze Zjednoczoną Partią Obywatelską oraz innymi partiami opozycyjnymi, stając się częścią zjednoczonej opozycji. BFL i ZPO zostały ugrupowaniami, które najaktywniej działały w Koordynacyjnej Radzie Demokratycznych Sił – organie naczelnym zjednoczonej opozycji.
W roku 2000 partia bojkotowała wybory do Izby Reprezentantów Zgromadzenia Narodowego Białorusi. W wyborach w 2001 r. partia poparła początkowo Siamiona Domasza, a potem kandydata zjednoczonej opozycji Uładzimiera Hanczaryka. W roku 2003 BFL w wyborach lokalnych wprowadził do rad miejskich 19 deputowanych. W wyborach parlamentarnych w roku 2004 BFL brał udział z ramienia koalicji 5+, lecz nie zdobył żadnego mandatu.
Na początku 2005 roku liczba zarejestrowanych członków BFL wynosiła, według władz partii, 1435, nie licząc około 1000 osób nie przypisanych do lokalnych organizacji partyjnych.
W roku 2005 BFL zaproponował Aleksandra Milinkiewicza jako wspólnego kandydata demokratycznej opozycji na prezydenta Białorusi. W październiku 2005 Milinkiewicz został wybrany przez Białoruski Kongres Sił Demokratycznzch na lidera zjednoczonej opozycji i jej kandydata na prezydenta. BFL wziął aktywny udział w kampanii prezydenckiej Milinkiewicza przed wyborami 2006 roku oraz w dalszych wydarzeniach, znanych jako Dżinsowa rewolucja.
Po wyborach 2006 roku partia kontynuowała współpracę z Milinkiewiczem; założony przez Milinkiewicza ruch społeczny „Za Wolność” został głównym sojusznikiem BFL.
Od grudnia 2007 do września 2009 przewodniczącym ugrupowania był Lawon Barszczeuski. 6 września 2009 przewodniczącym partii obrano Alaksieja Janukiewicza. W okresie kierowania partią przez Barszczeuskiego stosunki BFL z ruchem „Za Wolność” pogorszyły się; po obraniu Janukiewicza współpraca tych ugrupowań znowu się zaktywizowała. W październiku 2009 BFL razem z ruchem „Za Wolność” wyszedł ze składu Zjednoczonych Sił Demokratycznych, ówczesnej koalicji zjednoczonej opozycji (po czym zjednoczona opozycja faktycznie przestała istnieć), i wszedł do nowo utworzonej koalicji o charakterze narodowo-demokratycznym pod nazwą Białoruski Blok Niepodległościowy (do której, oprócz BFL i ruchu „Za Wolność”, weszły m.in. Białoruska Chrześcijańska Demokracja i Młody Front). Blok ten de facto rozpadł się jesienią 2010.
W roku 2010 Front opowiadał się za wystawieniem wspólnego kandydata opozycji na prezydenta, ale po niepowodzeniu prób wyłonienia wspólnego kandydata oraz ogłoszeniu decyzji Aleksandra Milinkiewicza o niekandydowaniu na urząd prezydenta kierownictwo partii podjęło decyzję o wystawieniu w wyborach 2010 własnego kandydata – Ryhora Kastusiowa, zastępcy przewodniczącego BFL. Mimo to znaczna część działaczy Frontu poparła kandydaturę Andreja Sannikawa.
W 2010 roku BFL podpisał umowę współpracy z Prawem i Sprawiedliwością.
W lutym 2011 roku ponad 90 członków BFL, w tym Lawon Barszczeuski, Wincuk Wiaczorka, Aleś Chadyka i Wiktar Iwaszkiewicz, opuścili partię (były to osoby, które poparły Sannikawa).
Partia była współzałożycielem utworzonej 9 stycznia 2011 roku Narodowej Koordynacyjnej Rady Opozycji, której zadaniem jest domagać się uwolnienia ludzi aresztowanych z przyczyn politycznych, informować obywateli Białorusi i wspólnotę międzynarodową, domagać się powrotu Białorusi na drogę prawa i demokracji, a także tworzyć warunki do przeprowadzenia w kraju wolnych i demokratycznych wyborów.
W wyborach parlamentarnych w 2012 roku BFL zastosował taktykę „aktywnego bojkotu” – zarejestrował 30 kandydatów na posłów, a po zakończeniu kampanii wyborczej wycofał zgłoszone kandydatury, protestując przeciwko nieprzestrzeganiu przez władzę standardów demokratycznych (m.in. niedopuszczeniu przedstawicieli opozycji do udziału w większości komisji wyborczych).
W październiku 2012 BFL przyjął deklarację, w której opowiedział się za wystawieniem wspólnego kandydata opozycji na wyborach prezydenckich w 2015 roku. W maju 2013 BFL, ruch „Za Wolność” i kampania społeczna „Mów prawdę!” zawarły koalicję z zamiarem m.in. wystawienia wspólnego kandydata na następnych wyborach prezydenckich.
W kwietniu 2015 BFL podjął decyzję o poparciu w wyborach prezydenckich kandydatury Tacciany Karatkiewicz, działaczki kampanii „Mów prawdę!”.
30 września 2017 XVIII zjazd BFL wybrał na stanowisko przewodniczącego BFL Ryhora Kastusiowa. Poprzedni przewodniczący Alaksiej Janukiewicz został jednym z zastępców przewodniczącego.
12 kwietnia 2021 przewodniczący Ryhor Kastusiou został aresztowany przez KGB Białorusi i oskarżony, obok Aleksandra Fiaduty i Jurasia Ziankowicza, o próbę zorganizowania zamachu stanu.
Latem 2023 roku na Białorusi zostały zdelegalizowane Partia BNF, Konserwatywno-Chrześcijańska Partia – BNF i inne partie opozycyjne.

## Program
W pierwszym programie Białoruskiego Frontu Ludowego centralne miejsce zajmowała kwestia suwerenności Białorusi, rozumianej w ten sposób, że uprawnienia w wielu aspektach życia gospodarczego i politycznego mają być przekazane z poziomu Związku Radzieckiego na poziom republik związkowych, w tym BSRR, przy czym prawo republik związkowych powinno mieć pierwszeństwo nad prawem ZSRR. W związku z tym BFL opowiadał się za przyjęciem nowej Konstytucji Białorusi i zawarciem nowej umowy związkowej. Znaczna część wymagań Frontu, jak i wielu innych ruchów społecznych czasów pieriestrojki, dotyczyła realnego wprowadzenia w życie szeregu haseł, głoszonych przez władze komunistyczne, lecz nigdy nie zrealizowanych de facto – chodziło m.in. o demokrację i władzę Rad, wolności osobiste (w tym wolność słowa i religii), prawo republik do opuszczenia Związku Radzieckiego lub tak zwaną leninowską politykę narodową. Bardzo dużą uwagę przydzielano odrodzeniu i rozwojowi języka białoruskiego i świadomości narodowej Białorusinów. Proponowano radykalną reformę ekonomiczną, mającą na celu osiągnięcie gospodarczej samodzielności Białorusi, samodzielności podmiotów gospodarczych oraz wprowadzenie „planowo regulowanej gospodarki rynkowej”. Ziemia miała być zarządzana przez lokalne Rady z prawem arendowania, ale bez prawa sprzedaży. Po oficjalnym ogłoszeniu hasła niepodległości Białorusi (1989) BFL opowiadał się za jej neutralnością w stosunkach międzynarodowych.
Obecnie program partii jest oparty na hasłach integracji z NATO i UE, gospodarki wolnorynkowej, demokracji, praw człowieka, sprawiedliwości społecznej i białoruskiego patriotyzmu. BFL opowiada się za ochroną i wzmocnieniem tożsamości białoruskiego narodu jako narodu o tradycji europejskiej i chrześcijańskiej, zakorzenionej w czasach Wielkiego Księstwa Litewskiego. Partia uważa za jedną z najważniejszych wartości niezależność Białorusi i postuluje podjęcie kroków, skierowanych na wyjście Białorusi ze strefy wpływów Rosji, m.in. rezygnację z udziału w rosyjskich projektach geopolitycznych. Front opowiada się za przywróceniem językowi białoruskiemu statusu jedynego języka państwowego i poparciem państwowym dla jego ochrony i rozwoju (m.in. rozwój edukacji w języku białoruskim, ulgi podatkowe dla białoruskojęzycznych wydawnictw i stacji telewizyjnych). W zakresie zagadnień ustrojowych BFL postuluje przejście do systemu parlamentarnego. W kwestiach społecznych BFL prezentuje konserwatywne stanowisko. W kwestiach gospodarczych partia opowiada się za gospodarką wolnorynkową i poszanowaniem prywatnej własności (w tym za wolnym obrotem ziemi), obniżeniem podatków, ale przy tym systemem pomocy socjalnej dla najbardziej potrzebujących. Znaczne miejsce w programie BFL zajmują kwestie ekologiczne, związane m.in. z minimalizacją następstw katastrofy w Czarnobylu.

## Struktura
Najwyższym organem partii jest Zjazd, odbywający się nie rzadziej niż raz na trzy lata. Zjazd podejmuje strategiczne decyzje oraz m.in. wybiera Sejm, który kieruje ugrupowaniem między zjazdami, oraz przewodniczącego partii i jego zastępców. Sejm decyduje o bieżącej działalności politycznej, a także kieruje kampanią wyborczą. Sejm wybiera Zarząd Sejmu, będący organem wykonawczym partii. Przewodniczący Białoruskiego Frontu Ludowego Ryhor Kastusiou ma 5 zastępców, którymi są Jury Łukašewič, Alaksiej Janukiewicz, Vadzim Sarančukoŭ, Źmicier Sałoškin oraz Alaksandar Stralcou-Karwacki.

## Działacze
Do najważniejszych działaczy BFL należą lub należeli:
- Siarhiej Antonczyk, działacz robotniczy;
- Uładzimir Arłou, poeta, wiceprzewodniczący Białoruskiego PEN-Clubu;
- Lawon Barszczeuski, pisarz, poeta i tłumacz literacki, wiceprzewodniczący, pełniący obowiązki przewodniczącego w latach 1996–1999, przewodniczący w latach 2007–2009 (opuścił BFL w lutym 2011[24]);
- Juryj Bieleńki, od roku 1999 wiceprzewodniczący KChP-BNF;
- Aleś Bialacki, obrońca praw człowieka, dyrektor Centrum Obrony Praw Człowieka „Wiosna”, laureat Pokojowej Nagrody Nobla (2022);
- Juryj Chadyka, wiceprzewodniczący w latach 1988–2007 (opuścił BFL w 2011[25]);
- Wiktar Iwaszkiewicz, sekretarz generalny w latach 1990–1995 oraz 2003–2007 (opuścił BFL w 2011[26]),
- Alaksiej Janukiewicz, przewodniczący w latach 2009–2017;
- Ryhor Kastusiou, wiceprzewodniczący od roku 2009, kandydat BFL na prezydenta Republiki Białorusi w wyborach 2010, przewodniczący od roku 2017;
- Aleś Michalewicz (wykluczony z BFL w 2008[27]), niezależny kandydat na prezydenta Republiki Białorusi w wyborach 2010;
- Siarhiej Nawumczyk, od 1997 roku wiceprzewodniczący Rady Białoruskiej Republiki Ludowej (zawiesił członkostwo w Sejmie BFL w 1999 w związku z podjęciem pracy w Białoruskiej Sekcji Radia Swoboda[28]);
- Zianon Paźniak, jeden z założycieli i pierwszy przewodniczący (w latach 1988–1999), od 1999 – przewodniczący KChP-BNF;
- Pawieł Siewiaryniec, wiceprzewodniczący w latach 1999–2003 (opuścił BFL w 2003), w latach 1999–2004 przewodniczący Młodego Frontu, od 2005 – współprzewodniczący Białoruskiej Chrześcijańskiej Demokracji;
- Wiaczasłau Siuczyk, wiceprzewodniczący w latach 1999–2003 (wykluczony z BFL w 2003), jeden z inicjatorów utworzenia Młodego Frontu;
- Aleh Trusau, jeden z założycieli, w latach 1992–1995 przewodniczący Białoruskiej Socjaldemokratycznej Hramady, w latach 1999–2017 przewodniczący Towarzystwa Języka Białoruskiego;
- Wincuk Wiaczorka, przewodniczący w latach 1999–2007 (de facto opuścił BFL w lutym 2011[29]);
- Juraś Ziankowicz, wieloletni działacz partyjny, adwokat amerykański, w roku 2017 mianowany na kandydata partyjnego na urząd prezydencki; w latach 2021-2025 więzień polityczny skazany o rzekomo planowany zamach stanu wraz z Ryhorem Kastusiouem oraz Alaksandrem Fiadutą.

## Młodzieżówka
W latach 1997–2003 funkcję organizacji młodzieżowej przy BFL nieformalnie pełnił Młody Front. W roku 2003 Młody Front usamodzielnił się, a jego przewodniczący Pawieł Siewiaryniec opuścił BFL razem ze znaczną częścią młodych działaczy.
W roku 2005 w Partii BNF utworzono młodzieżówkę – Młodzież BNF (biał. Моладзь БНФ). Jej kierownicy: Aleś Kalita (2006–2008), Franciszak Wiaczorka (2008–2009), Andrej Kreczka (od 2009), Rada Młodzieży BNF (od 2009), Jury Łukaszewicz (od 2015).